# Pacific Tri Nations 1986
El Pacific Tri Nations de 1986 fue la 5.ª edición del torneo de selecciones de rugby del Pacífico.

## Equipos participantes
- Selección de rugby de Fiyi (Flying Fijians)
- Selección de rugby de Samoa (Manu Samoa)
- Selección de rugby de Tonga (ʻIkale Tahi)

## Posiciones
| Pos. | Equipo | Encuentros | Encuentros | Encuentros | Encuentros | Tantos  | Tantos    | Tantos     | Puntos Totales |
| Pos. | Equipo | jugados    | ganados    | empatados  | perdidos   | a favor | en contra | diferencia | Puntos Totales |
| ---- | ------ | ---------- | ---------- | ---------- | ---------- | ------- | --------- | ---------- | -------------- |
| 1    | Tonga  | 2          | 2          | 0          | 0          | 44      | 21        | + 23       | 4              |
| 2    | Fiyi   | 2          | 1          | 0          | 1          | 35      | 22        | + 13       | 2              |
| 3    | Samoa  | 2          | 0          | 0          | 2          | 24      | 60        | - 36       | 0              |

Nota: Se otorgan 2 puntos al equipo que gane un partido y 1 al que empate
|  | Campeón |

## Resultados
| 21 de junio | Tonga | 13 - 6 | Fiyi |  |  |

| 2 de julio | Fiyi | 29 - 9 | Samoa |  |  |

| 5 de julio | Tonga | 31 - 15 | Samoa |  |  |